# خانه باغ کاکا
خانه باغ کاکا مربوط به اوایل دوره پهلوی است و در یزد، تفت، بخش مرکزی، خیابان آیت‌الله کاشانی، ابتدای کوچه بوعلی، پلاک ۲ شهرداری و آب ۳۶۳، خانه باغ کاکا واقع شده و این اثر در تاریخ ۱۸ آذر ۱۳۸۷ با شمارهٔ ثبت ۲۳۸۹۲ به‌عنوان یکی از آثار ملی ایران به ثبت رسیده است.